# Król Artur i Rycerze Sprawiedliwości
Król Artur i Rycerze Sprawiedliwości / Król Artur i Rycerze Okrągłego Stołu / Król Artur i kwadratowi rycerze Okrągłego Stołu (ang. King Arthur & the Knights of Justice) – amerykański serial animowany bardzo luźno oparty na legendach arturiańskich. Wyprodukowany przez Golden Films, C&D Entertainment i Bohbot Entertainment. Pierwsza emisja miała miejsce w latach 1992–1993. W Polsce serial był emitowany w paśmie wspólnym TV lokalnych (TVP Regionalna) na początku drugiej połowy lat dziewięćdziesiątych z polskim lektorem. Gra na podstawie serialu została wyprodukowana na Super Nintendo przez Enix.

## Fabuła
W roku 581, król Artur i jedenastu Rycerzy Okrągłego Stołu prowadziło wojnę ze złą królową Morganą, jej generałem lordem Viperem i ich kamiennymi rycerzami. Morgana uwięziła swoich wrogów w kryształach. Ponieważ Merlin nie mógł ich uwolnić, sprowadził z XX wieku drużynę futbolu amerykańskiego z Nowej Anglii. Kierował się identycznym wyglądem oraz wolą walki. Lider drużyny, którego imię brzmi Artur, został królem. Tylko Merlin, Morgana i Viper wiedzą o ich pochodzeniu. Dworzanie Kamelot jedynie są zdziwieni ich osobliwym z perspektywy wczesnego średniowiecza zachowaniem.
Okrągły Stół służy, by za pomocą czarów uzbroić Rycerzy po wypowiedzeniu przysięgi. Zbroje nie są w najmniejszym stopniu podobne do średniowiecznych, każda jest inna, wyposażona czasem w dość nowoczesną broń. Także wozy bojowe pchane przez konie. Każdy rycerz ma inne zwierzę na tarczy, które może zmaterializować do pomocy w walce lub transporcie (m.in. sfinks, sokół, baran, smok).
Celem jest zdobycie dwunastu Kluczy Prawdy. Pozwolą uwolnić prawdziwego króla Artura i Rycerzy. Wtedy Merlin odeśle ich zastępców do ich czasów. Do każdego przypisany jest Klucz indywidualnie dobrany do serca i żaden Rycerz nie może dotknąć cudzego. Jeśli tak się stanie, Klucz rozpuści się i pojawi w innym miejscu, a wtedy poszukiwania trzeba wznowić. Artur jest jedynym, który może dotykać cudzych Kluczy. Nowi Rycerze interesują się głównie powrotem do domu, co nastąpi po zdobyciu wszystkich Kluczy i nie dbają o to co będzie po tym. Merlin dla uwolnienia prawdziwego Artura i Rycerzy poświęca nawet część swojej energii życiowej.

## Spis odcinków
| N/o            | Polski tytuł              | Angielski tytuł           |
| -------------- | ------------------------- | ------------------------- |
|                |                           |                           |
| SERIA PIERWSZA |                           |                           |
|                |                           |                           |
| 01             |                           | Opening Kick-Off          |
|                |                           |                           |
| 02             |                           | The Search for Guinevere  |
|                |                           |                           |
| 03             | Nie do wiary              | The Unbeliever            |
|                |                           |                           |
| 04             | Nawet rycerze muszą jeść  | Even Knights Have to Eat  |
|                |                           |                           |
| 05             | Napad na Zamek Morgany    | Assault on Castle Morgana |
|                |                           |                           |
| 06             | W poszukiwaniu odwagi     | Quest for Courage         |
|                |                           |                           |
| 07             | Wojownik w skórze rycerza | The Warlord Knight        |
|                |                           |                           |
| 08             | Wyzwanie                  | The Challenge             |
|                |                           |                           |
| 09             | Na ratunek giermkowi      | To Save a Squire          |
|                |                           |                           |
| 10             | Kapitulacja               | The Surrender             |
|                |                           |                           |
| 11             |                           | Darren’s Key              |
|                |                           |                           |
| 12             |                           | Viper’s Phantom           |
|                |                           |                           |
| 13             | Powrotna droga            | The Way Back              |
|                |                           |                           |
| SERIA DRUGA    |                           |                           |
|                |                           |                           |
| 14             | Sprawa honoru             | A Matter of Honor         |
|                |                           |                           |
| 15             |                           | What the Key Unlocked     |
|                |                           |                           |
| 16             |                           | Tyronne and Everett Alone |
|                |                           |                           |
| 17             |                           | The Dark Side             |
|                |                           |                           |
| 18             |                           | The Quitter               |
|                |                           |                           |
| 19             | Park Kamelot              | Camelot Park              |
|                |                           |                           |
| 20             |                           | The High Ground           |
|                |                           |                           |
| 21             | Wyspa                     | The Island                |
|                |                           |                           |
| 22             | Wyprawa po księgę         | Quest for the Book        |
|                |                           |                           |
| 23             |                           | Enter Morgana             |
|                |                           |                           |
| 24             |                           | The Cure                  |
|                |                           |                           |
| 25             | Kampania zimowa           | Winter Campaign           |
|                |                           |                           |
| 26             |                           | Tone’s Triumph            |
|                |                           |                           |